# UFC 274
UFC 274: Oliveira vs. Gaethje fue un evento de artes marciales mixtas producido por Ultimate Fighting Championship que tuvo lugar el 7 de mayo de 2022, en el Footprint Center en Phoenix, Arizona, Estados Unidos.

## Antecedentes
El evento originalmente estaba vinculado a Río de Janeiro, Brasil, pero la promoción finalmente decidió trasladar el evento de esa ubicación.  Ahora se espera que tenga lugar en Phoenix, Arizona . Será el primer evento de la ciudad desde UFC on ESPN: Ngannou vs. Velásquez en febrero de 2019.
Se esperaba que en el evento se llevara a cabo una pelea por el Campeonato de peso semipesado de UFC entre el actual campeón Glover Teixeira y el ex campeón de peso semipesado de Rizin, Jiří Procházka . Sin embargo, la pelea se retrasó a UFC 275 por razones desconocidas.
Ahora se espera que una pelea por el Campeonato de peso ligero de UFC entre el actual campeón Charles Oliveira y el ex campeón interino Justin Gaethje (también ex campeón de peso ligero de la WSOF ) encabece el evento. En los pesajes, Oliveira pesó 155.5 libras, media libra por encima del límite del título divisional. Como resultado, al comienzo de la pelea, Oliveira será despojado oficialmente del campeonato y solo Gaethje será elegible para ganar el título.
Se espera que en el evento se lleve a cabo una revancha del Campeonato de peso paja femenino de UFC entre la actual dos veces campeona Rose Namajunas y la ex campeona de peso paja de UFC (también ex campeona de peso paja de Invicta FC ) Carla Esparza . La pareja se reunió previamente 7 años y medio antes en The Ultimate Fighter: A Champion Will Be Crowned Finale para el campeonato inaugural, que Esparza ganó por sumisión en la tercera ronda.
Se programó una pelea de peso ligero entre Joe Lauzon y el ex retador al título de peso ligero Donald Cerrone para UFC  208 . Sin embargo, la pelea se trasladó a este evento por razones no reveladas. A su vez, la pelea fue cancelada el día del evento cuando Cerrone sufrió una enfermedad.
Se esperaba que Amanda Ribas y la ex campeona de peso atómico de Invicta FC, Michelle Waterson, se encontraran en este evento. Originalmente se esperaba que se enfrentaran en UFC 257, pero Waterson se retiró de la pelea por razones no reveladas. Luego fueron reprogramados para UFC Fight Night: Blaydes vs. Daukaus, pero una lesión obligó a Waterson a salir del enfrentamiento una vez más. Waterson anunció a principios de marzo que su lesión podría ser el "final de su carrera" y que no competiría en este evento.
Se esperaba que en el evento se llevara a cabo una pelea de peso ligero entre Michael Johnson y Alan Patrick. Sin embargo, la pelea se retrasó una semana a UFC en ESPN: Błachowicz vs. Rakić por razones desconocidas.
En los pesajes, Norma Dumont pesó 146.5 libras, media libra por encima del límite de pelea sin título de peso pluma femenino. Se espera que la pelea continúe en peso pactado, con Dumont perdiendo el 30% de su bolsa a favor de su oponente, Macy Chiasson.

## Premios de bonificación
Los siguientes luchadores recibieron bonificaciones de $50000 dólares.
- Pelea de la Noche: Brandon Royval vs. Matt Schnell
- Actuación de la Noche: Michael Chandler y André Fialho

Los siguientes luchadores recibieron Crypto.com "Bonos de los Fans de la Noche" pagados en bitcoin de 30000 dólares para el primer puesto, 20000 dólares para el segundo y 10000 dólares para el tercero.
- Primer lugar: Rose Namajunas
- Segundo lugar: Michael Chandler
- Tercer lugar: Charles Oliveira